# La posada del Caballito Blanco
La posada del Caballito Blanco (en alemán, Im weißen Rößl, literalmente «En la posada del Caballito Blanco») es una opereta o singspiel o comedia musical en tres actos con música de Ralph Benatzky y libreto en alemán de Hans Müller-Einigen y Erik Charell y textos de Robert Gilbert basado a su vez de la comedia homónima de Oskar Blumenthal y Gustav Kadelburg, escrita en 1896 durante el viaje en una posada de Sankt Wolfgang im Salzkammergut a orillas del lago Wolfgang en Austria. Se estrenó en el Großes Schauspielhaus de Berlín el 8 de noviembre de 1930. 
Se ambienta en la pintoresca región de Salzkammergut de Alta Austria. En cierto sentido se parece a Sonrisas y lágrimas y las tres películas de Sissi, la obra y sus versiones filmadas han contribuido a la imagen azucarada de Austria como un idílico lugar alpino—la clase de idilio que los turistas han estado buscando ya desde hace un siglo. 

## Historia

### La obra original
En la última década del siglo XIX, Oscar Blumenthal, un director teatral de Berlín, Alemania, estaba de vacaciones en Lauffen (ahora parte de Bad Ischl), una pequeña ciudad en las cercanías de Sankt Wolfgang. Allí, en la posada donde se quedaba, Blumenthal fue testigo del doloroso cortejo del jefe de camareros respecto a su jefa, una viuda. Divertido, Blumenthal usó la historia como la base de una comedia—sin música—él la escribió con el actor Gustav Kadelburg. Sin embargo, Blumenthal y Kadelburg cambiaron la ubicación de Lauffen al más destacado Sankt Wolfgang, donde realmente había una posada del Caballito Blanco (Gasthof Weißes Rößl) desde el año 1878. Habiendo encontrado así un buen título, los autores se pusieron manos a la obra, y La posada del Caballito Blanco se estrenó al final en Berlín en el año 1897.
La obra tuvo un éxito inmediato. El público de Berlín se reiría del retrato cómico de los ciudadanos pudientes como Wilhelm Giesecke, productor de lencería, y su hija Ottilie, quien habían viajado desde Berlín hasta Sankt Wolfgang y ahora, de vacaciones, no podían evitar mostrar muchas de las características de los nuevos ricos. «Wär' ick bloß nach Ahlbeck jefahren»—«Si tan sólo hubiera ido a Ahlbeck», Giesecke suspira cuando piensa en este entorno tan poco familiar y el extraño dialecto que se habla por los salvajes motañeses que habitan el Salzkammergut. Al mismo tiempo la obra promocionó el turismo en Austria, especialmente en y alrededor de Sankt Wolfgang, con una edición contemporánea del Baedeker alabando la belleza natural de la región y describiendo el Caballito Blanco como muy bien situado frente al lago junto al barco de vapor que podía tomarse para un romántico viaje cruzando el lago Wolfgang. La Posada del Caballito Blanco incluso obtuvo una estrella Baedeker.

### La comedia musical

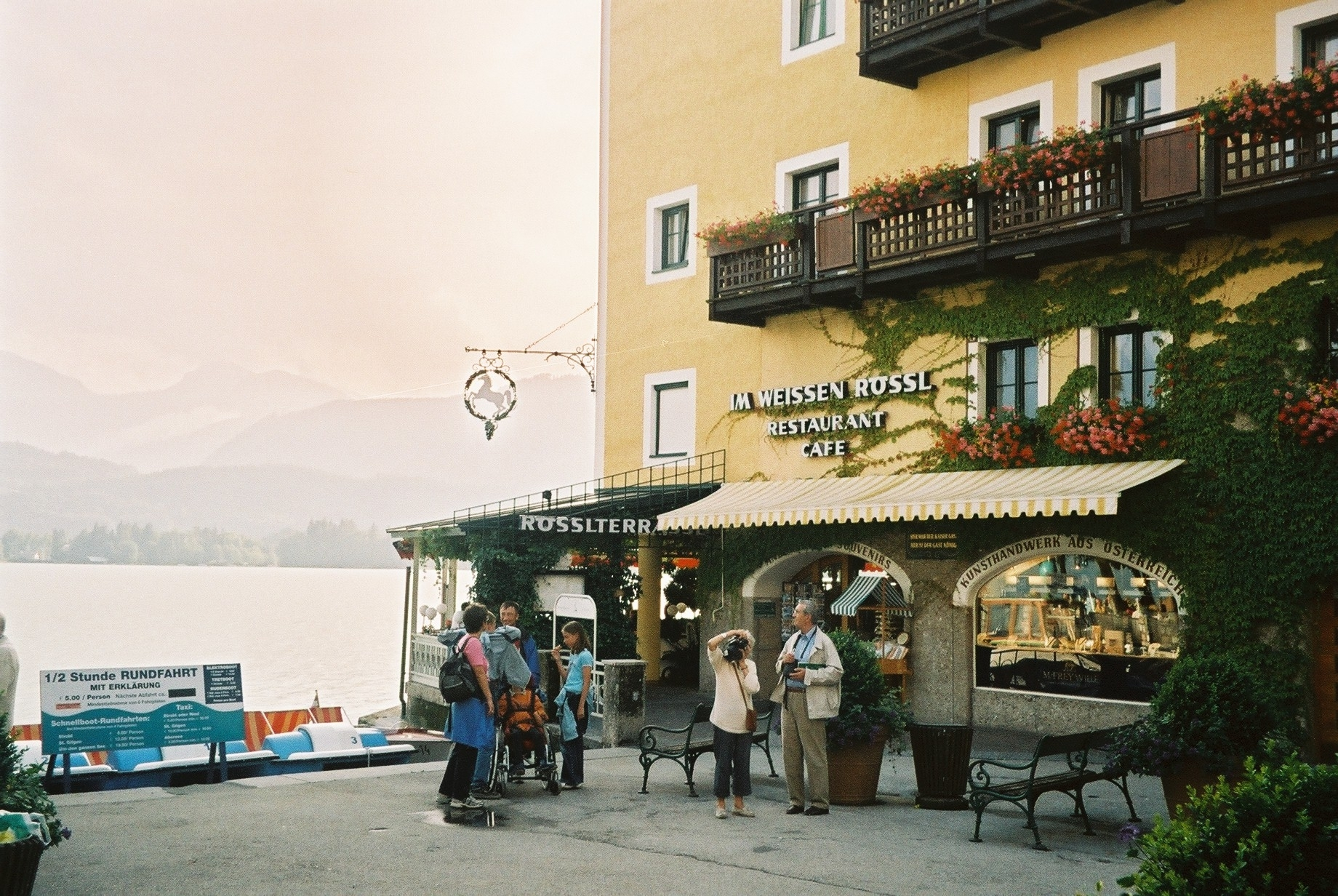
La posada del Caballito Blanco en 2004

Cuando la comedia homónima de Oskar Blumenthal y Gustav Kadelburg, estaba a punto de olvidarse, se repuso en Berlín como comedia musical. Durante una visita al Salzkammergut, el actor Emil Jannings habló al director teatral berlinés Erik Charell sobre la comedia. Charell estaba interesado y encargó a un grupo de destacados autores y compositores que realizaran un espectáculo musical basado en el libreto de Blumenthal y Kadelburg. Fueron Ralph Benatzky, Robert Stolz y Bruno Granichstaedten (música), Robert Gilbert (letras), Hans Müller-Einigen y el propio Charell. 
Se estrenó en el Großes Schauspielhaus de Berlín el 8 de noviembre de 1930. El espectáculo se estrenó en Berlín el 8 de noviembre de 1930. Inmediatamente después se convirtió en un éxito por todo el mundo, con largas temporadas en ciudades como Londres, París, Viena, Múnich y Nueva York. A veces clasificada como opereta, tuvo un enorme éxito tanto en Broadway como en el West End (651 representaciones en el Coliseum desde el 8 de abril de 1931). La versión en castellano se editó en Madrid: Gráfica Victoria, 1933 (empresario José Muñoz Román y libretista Emilio González del Castillo). 
Durante el Tercer Reich la comedia quedó marginada y no se representó. Goebbels dijo de ella que era «eine Revue, die uns heute zum Hals heraushängt» —«la clase de entretenimiento que encontramos aburrido y superfluo hoy en día». El público de los años cincuenta, a quienes gustaba la armonía y los placeres superficiales, saludaron ansiosos las reposiciones del espectáculo. Se hicieron películas en idioma alemán basadas en la comedia musical, en 1935, 1952 y 1960, respectivamente.
Actualmente, La posada del Caballito Blanco se recuerda sobre todo por sus canciones, muchas de las cuales se han convertido en clásicos populares. Sigue en el repertorio, aunque no está entre las más representadas; en las estadísticas de Operabase aparece la n.º 95 de las cien óperas más representadas en el período 2005-2010, siendo la 13.ª en Austria y la primera de Benatzky, con 39 representaciones.

## Personajes
| Personaje                | Tesitura      | Reparto del estreno, 8 de noviembre de 1930 (Director:) |
| ------------------------ | ------------- | ------------------------------------------------------- |
| Dr. Siedler              | tenor         | Otto Wallburg                                           |
| Josepha Vogelhuber       | soprano       | Camilla Spira                                           |
| Emperador Francisco José | barítono      | Paul Hörbiger                                           |
| Leopold Brandmeyer       | tenor         | Max Hansen                                              |
| Ottilie                  | soprano       | Trude Lieske                                            |
| Sigismund Sülzheimer     | bajo          | Siegfried Arno                                          |
| Wilhelm Giesecke         | papel hablado | Walter Jankuhn                                          |
| Profesor Dr. Hinzelmann  | barítono      |                                                         |
| Klärchen Hinzelmann      | soprano       |                                                         |

## Argumento
Trata sobre el camarero principal (maitre) en la Posada del Caballito Blanco en St. Wolfgang im Salzkammergut que está desesperadamente enamorado de la propietaria de la posada, una resuelta joven que al principio sólo tiene ojos para sus huéspedes. 
Es verano en el lago Wolfgang. Josepha Vogelhuber, la joven, atractiva y decidida dueña de la posada del Caballito Blanco, ha sido cortejada durante algún tiempo por su jefe de camareros, Leopold Brandmeyer. Aunque aprecia su habilidad en el trabajo, desconfía de todos los hombres como cazafortunas en potencia, y rechaza las propuestas de Leopold, ansiando la llegada del doctor Siedler, un abogado que ha sido uno de sus huéspedes con regularidad desde hace muchos años. Este año, eso espera Josepha, Siedler puede que le haga una proposición.
Cuando llega Siedler, se encuentra en el mismo lugar con Wilhelm Giesecke, el rival en los negocios de su cliente Sülzheimer, e inmediatamente se enamora de Ottilie, la bella hija de Giesecke. Sucede que el hijo de Sülzheimer, Sigismund, un aspirante a pretendiente, también llega a la posada del Caballito Blanco. Enfadado primero por la presencia de esta persona en la misma posada, Giesecke pronto tiene la idea de casar a su hija con Sigismund Sülzheimer, transformando de esta manera un litigio pendiente entre ellos en una ventajosa fusión comercial. Sin embargo, el amor de Siedler se ve correspondido por Ottilie, quien rechaza con firmeza casarse con Sigismund, mientras Sigismund se ha enamorado de Klärchen Hinzelmann, una inocente belleza que acompaña a su profesoral padre en una gira por el Salzkammergut. 
Viendo todo esto, Leopold Brandmeyer decide que ya ha tenido bastante y deja el trabajo. Josepha mientras tanto se lo ha estado pensando y reconsidera la propuesta de matrimonio de su jefe de camareros, y lo convence para que se quede—no sólo como su empleado, sino también como jefe. Las otras dos parejas también consiguen el amor, y la obra acaba con la perspectiva de un triple matrimonio.

## Números musicales
- «Im weißen Rössl am Wolfgangsee» (Música: Ralph Benatzky)
- «Was kann der Sigismund dafür, dass er so schön ist» (Robert Gilbert)
- «Im Salzkammergut, da kann man gut lustig sein» (Ralph Benatzky)
- «Es muss was Wunderbares sein» (Ralph Benatzky)
- «Mein Liebeslied muss ein Walzer sein» (Robert Stolz)
- «Zuschaun kann i net» (Bruno Granichstaedten)
- «Die ganze Welt ist himmelblau» (Robert Stolz)